# 騎士統領
在羅馬共和中，原始的騎士統領（拉丁語：Magister Equitum）是一個被羅馬獨裁官所任命與免職的職務，一旦獨裁官離開職務時，此頭銜也被終止。這名字來自共和最早的時代，原始是責任形式，例如照顧獨裁官的馬匹等等，以及事實上，獨裁官的正式頭銜是人民統領（Magister Populi）。騎士統領握有近衛軍的統治大權，被六位刀斧手所隨侍，以及負有幫助獨裁官管理國家的責任。當獨裁官是遠離羅馬之時，騎士統領通常留在後頭去傾向處理庶務。最為聞名的騎士統領是可能是馬克·安東尼，他服務於朱利烏斯·凱撒第一任獨裁官職位之時。